# Cylindromyia anthracina
Cylindromyia anthracina là một loài ruồi trong họ Tachinidae.